# پاور فوروارد

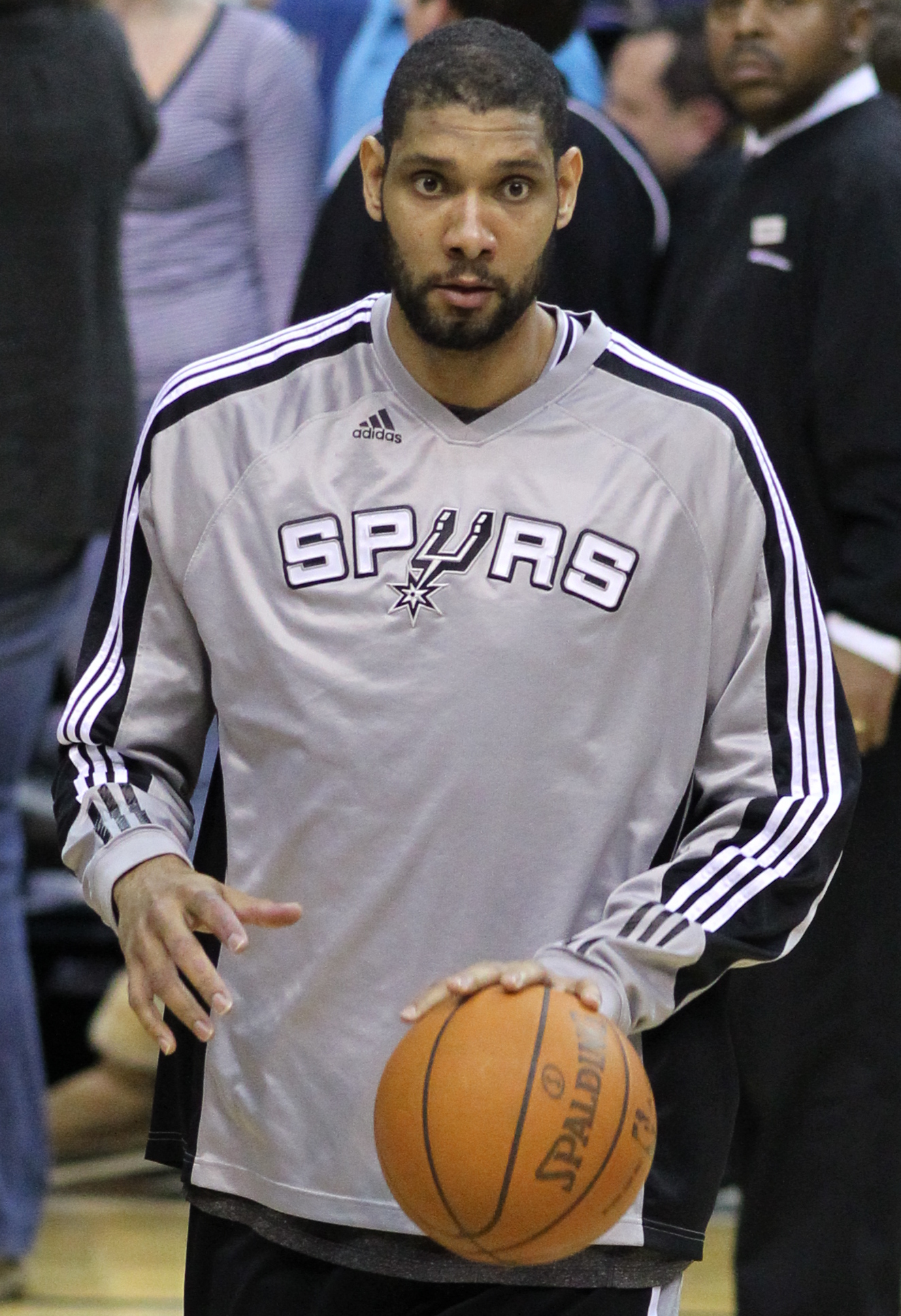
تیم دانکن به‌طور گسترده به عنوان یکی از بزرگ‌ترین پاور فورواردهای تاریخ ان‌بی‌ای در نظر گرفته می‌شود.

پاور فوروارد (به انگلیسی: Power forward) (واژه مصوب: مهاجم قدرتی) یکی از پنج پست در بازی بسکتبال است. پاور فوروارد نقشی شبیه به سنتر دارد. آنها معمولاً در حمله، پشت به سبد بازی می‌کنند و زیر سبد (در دفاع منطقه) یا در مقابل پاور فوروارد مقابل بصورت تک به تک دفاع می‌کنند. این موقعیت مسئولیت‌های مختلفی را شامل می‌شود، که یکی از آنها ریباند است.
در اتحادیه ملی بسکتبال، پاور فورواردها معمولاً از ۶فوت ۶اینچ (۱/۹۶متر) تا ۶فوت ۱۰اینچ (۲/۰۸متر) و در اتحادیه ملی بسکتبال زنان از ۶فوت (۱/۸۳متر) تا ۶فوت ۳اینچ (۱/۹۱متر) هستند. با وجود میانگین‌ها، بازیکنان مختلفی به نقش‌های «میانی» متناسب هستند که بسته به شرایط بازی و تصمیمات مربی، آنها را در موقعیت مکانی اسمال فوروارد یا سنتر قرار می‌دهد. برخی از پاور فورواردها اغلب موقعیت سنتر را بازی می‌کنند و مهارت‌های مربوط را دارند، اما فاقد قد مناسب پست سنتر هستند.
برخی از بازیکنان این پست که در سالن مشاهیر بسکتبال یادبود نایسمیت وارد شده‌اند عبارتند از: کارل مالون، دنیس کاری، دلف داس شایز، کوین مک هیل، چارلز بارکلی، الوین هایز، باب پتیت، دنیس رادمن و کاترینا مک کلین جانسون.